# Incident de la lutte contre les inondations de l'ère Hōreki
L'Incident de la lutte contre les inondations de l'ère Hōreki (宝暦治水事件) en 1754 désigne un épisode de l'histoire du Japon de l'ère Hōreki à l'occasion duquel le domaine de Satsuma s'est vu malicieusement assigner une difficile tâche de travaux d'aménagement de cours d'eau à l'origine de nombreuses inondations : la rivière Nagara et les fleuves Kiso et Ibi près de Nagoya. Cet ordre du shogunat Tokugawa a finalement pour conséquence le suicide de 51 samouraïs de Satsuma, la mort par maladie de 33 autres personnes et le suicide par seppuku de Hirata Yukie, le karō (kunigarō en ce cas) responsable des travaux pour le compte du daimyo du domaine de Satsuma. Ce projet d'aménagement hydraulique est finalement achevé durant l'ère Meiji.

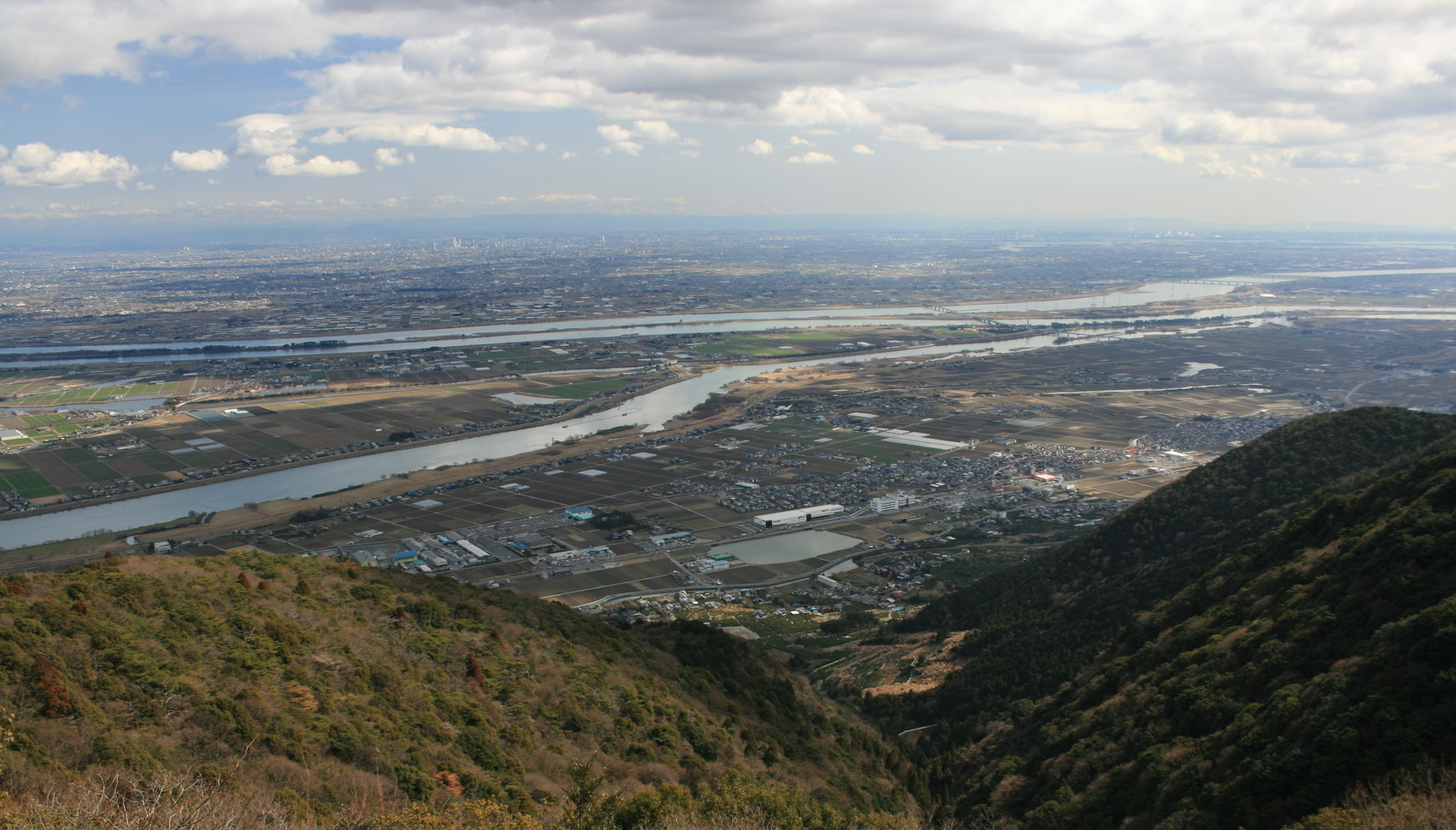
Les trois rivières de Kiso de la plaine de Nōbi vues du mont Tado. À partir du bas, l'Ibi-gawa, la Nagara-gawa et la Kiso-gawa (photo de 2010)

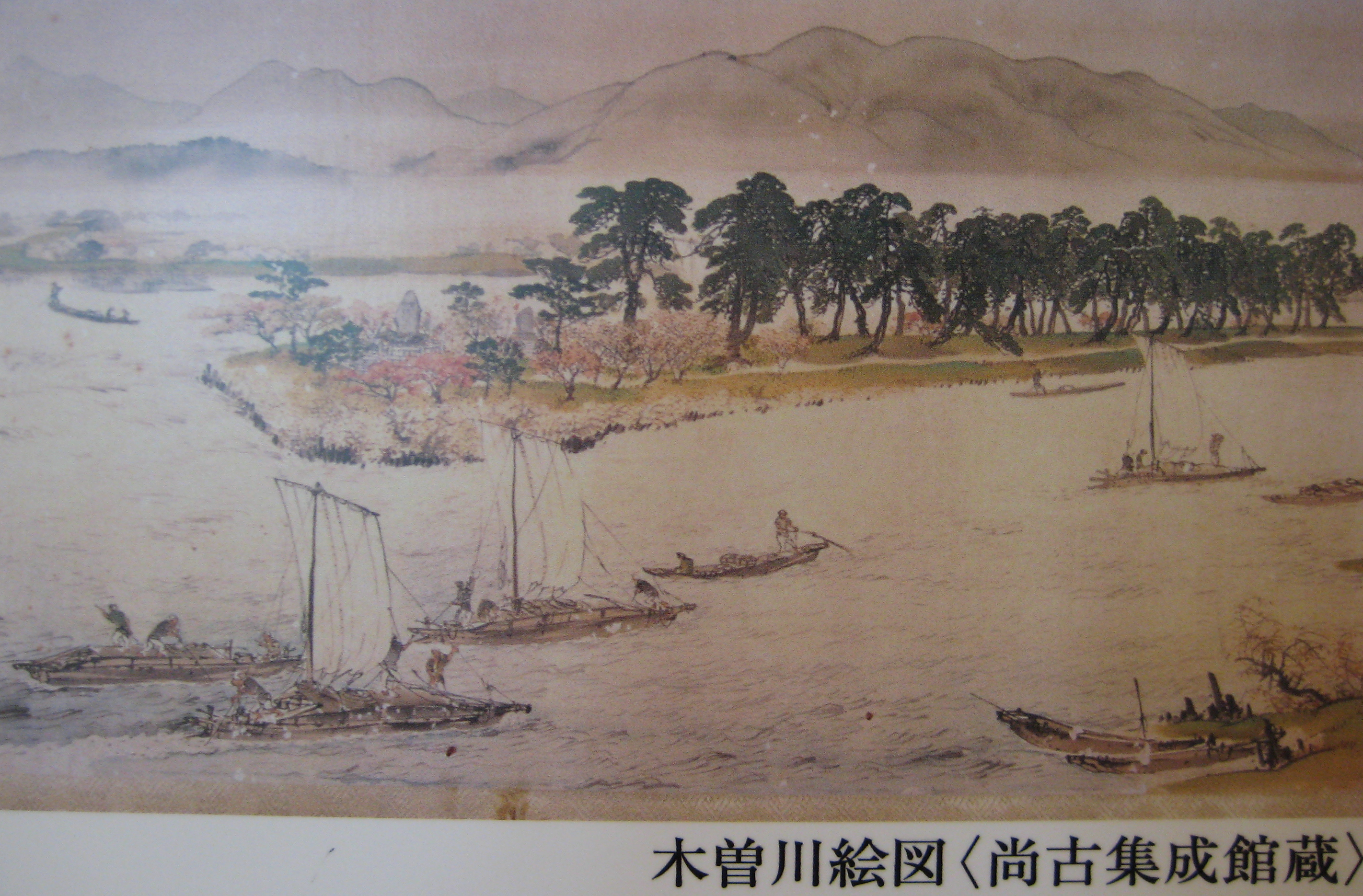
Incident de l'aménagement de la rivière à Senbon Matsubara

## Contexte
La famille Shimazu de l'actuelle préfecture de Kagoshima contrôle la province de Satsuma depuis déjà près de quatre siècles avant le début de l'époque d'Edo et l'établissement du système han. Vers la fin du XVIe siècle, les Shimazu contrôlent presque tout le Kyūshū. En dépit de leur défaite face à Toyotomi Hideyoshi dans sa campagne de Kyūshū de 1587 et leur retour forcé à Satsuma, ils demeurent l'un des clans les plus puissants au Japon. Durant l'époque d'Edo, le shogunat Tokugawa estime alors que le pouvoir du han de Satsuma doit être affaibli.
La plaine de Nōbi compte trois grands cours d'eau avec des caractéristiques géographiques compliquées et causes de fréquentes inondations. Il existe une stricte règle imposant que la digue de la rivière soit moins haute que les levées du domaine d'Owari, appartenant à une des familles du shogunat Tokugawa. Une division des rivières en trois est d'abord envisagée par Izawa Sobei, chef du gouvernement du district de Mino en 1735 mais son plan n'est pas accepté. Tokugawa Ieshige, 9e shogun d'Edo ordonne que les travaux du projet d'aménagement de la rivière soient effectués par le domaine de Satsuma, ceci en vue de l'affaiblir.

## Présentation du projet
Un ordre formel Tetsudai Fushin (ordre spécial du shogunat concernant la construction d'un château et autres travaux de semblable) est délivré à Shimazu Shigetoshi, daimyo du han de Satsuma, 7e seigneur du fief et 24e chef du clan Shimazu. Hirata Yukie (1704–1755), karō (家老, ancien membre de l'équipe dirigeante), accepte la supervision des travaux de construction qui emploient 947 personnes. Le projet est  difficile. 51 samouraïs se suicident et 33 autres personnes meurent de maladie durant le chantier. Hirata lui-même se fait seppuku en raison de la perte du domaine de Satsuma.

## Mise en œuvre du projet
Parce que l'ordre constitue manifestement une mesure de harcèlement vis-à-vis du han de Satsuma, certains samouraïs sont d'avis qu'ils doivent s'opposer au shogunat mais ils sont désavoués. Le han, à cette époque, est déjà endetté à hauteur de 660 000 ryō ou tael. Hirata Yukie envoie une note d'acceptation formelle le 21 janvier 1754 et le projet commence le 27 février suivant. Un total de 947 personnes rejoignent le chantier en provenance de Satsuma.

### Quartier général du projet et objectifs
Le siège de ces projets se trouve à Motogoya, d'une superficie de 4 900 tsubo. Le nombre de travailleurs atteint un maximum de 2 000.
Le projet comprend quatre secteurs :
- Ichino Te : Préfecture d'Aichi, Sofue cho, de Shinmeitsu Wachu à Hajima, Kuwana cho, Koyabu Wachu.
- Nino Te : Préfecture d'Aichi, district de Kaibe, Yatomi cho, de Moritsu Wachu à préfecture de Mie, district de Kuwana, Kisomisaki cho, Tashiro Wachu.
- San no Te : De Yasuhachigun Sumimata Wachu de Motoami Sinden Wachu.
- Yon no Te : Kaizu cho Kanamarari Wachu à Kuwana, Jizohguchi.

### Harcèlement
Les travaux d'aménagement de la rivière commencent le 27 février. L'inimitié du shogunat Tokugawa est manifeste parce qu'il  ordonne à trois reprises la destruction de la digue. Les samouraïs Nagayoshi Sobee et Otokawa Sadabuchi commettent seppuku en signe de protestation. Hirata cache délibérément cette protestation au shogunat, car elle pourrait sembler trahir de la faiblesse et devenir une cause de l'extinction de la famille Shimazu.
Par manque d'argent, l'alimentation est limitée à un repas et à un bol de soupe, indépendamment des conditions de travail. Il est interdit aux paysans voisins de vendre des imperméables de paille et des sandales de paille à un faible coût, afin d'essayer de maintenir l'illusion d'une économie locale prospère.
En août 1754, 157 personnes sont infectées de la dysenterie et 33 en meurent. Le chantier est achevé le 22 mai 1755. Hirata commet seppuku le lendemain matin.
Le coût de l'entreprise est estimé à environ 400 000 ryō ou plus de 30 milliards de yens. Un prêt de 220 298 ryō est obtenu d'Osaka

## Achèvement des travaux d'aménagement au cours de l'ère Meiji
Les inondations s'aggravent après l'achèvement des travaux d'aménagement de la rivière. Le projet est  avec la technologie moderne de l'ère Meiji sous la direction de Johannis de Rijke(1842–1913), ingénieur civil néerlandais et conseiller étranger du gouvernement japonais.

## Mémorials
Lorsque la rivière est finalement divisée avec succès en 1900, le Horeki Chisuishi (« monument de l'aménagement de la rivière de l'ère Hōreki ») est érigé à l'extrémité sud de Senbon Matsubara. En 1938, les 85 victimes sont honorées sur un mémorial situé à Chisui Jinja, dans la préfecture de Gifu. Il existe à Kaizu un Horeki Chisui de la société de préservation historique responsable de la plantation de kaizokus originaires de la préfecture de Kagoshima. Ils longent la route Nanno-Sekigarara sur 35 km. La route est rebaptisée « rue Satsuma Kaikouzu ».

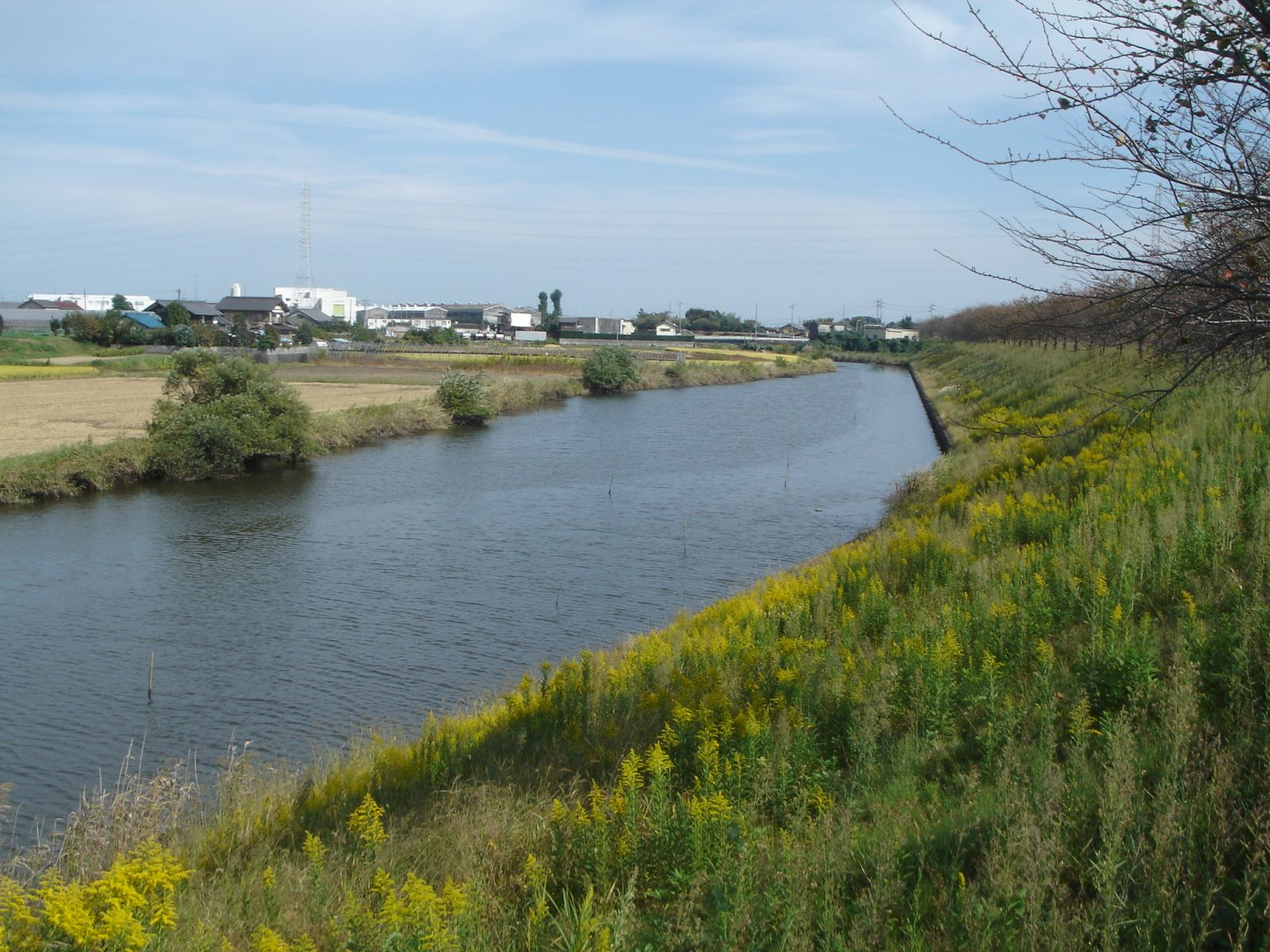
L'Ohgure-gawa, ancien site de l'incident de l'aménagement de la rivière

Il existe également un monument consacré aux victimes à Kagoshima.
La photographie en bas à droite prise en 2008 à Ohguregawa, un des sites de l'incident de l'aménagement de la rivière, montre la Kiso-gawa, séparée de la Nagara-gawa, se jetant dans l'Ibi-gawa.

## Source de la traduction
- (en) Cet article est partiellement ou en totalité issu de l’article de Wikipédia en anglais intitulé « 1754 Horeki River Improvement Incident » (voir la liste des auteurs).